# Andrija Žižić
Andrija Žižić (ur. 14 stycznia 1980 w Splicie) – chorwacki koszykarz, występujący na pozycjach silnego skrzydłowego lub środkowego, obecnie dyrektor sportowy Cibony Zagrzeb.
Jego młodszy brat – Ante jest także zawodowym koszykarzem.

## Osiągnięcia
Na podstawie, o ile nie zaznaczono inaczej.

### Drużynowe
- Mistrz:
  - Euroligi (2014)
  - Chorwacji (2003, 2004, 2012, 2013)
  - Izraela (2014)
  - Grecji (2008)
- Wicemistrz:
  - Ligi Adriatyckiej (2004)
  - Chorwacji (2001, 2011, 2016)
  - Grecji (2006, 2007)
- Brąz Eurocup (2011)
- Zdobywca:
  - pucharu:
    - Chorwacji (2013)
    - Grecji (2008)

  - superpucharu:
    - Chorwacji (2012)
    - Hiszpanii (2004)
- Finalista pucharu Chorwacji (1999)

### Indywidualne
- MVP 9. kolejki Euroligi (2005/2006)
- Uczestnik meczu gwiazd ligi:
  - chorwackiej (2000–2002)
  - greckiej (2006)
- Lider Ligi Adriatyckiej w średniej:
  - punktów (2010)
  - zbiórek (2003)
- Współrekordzista Euroligi w liczbie celnych rzutów z gry (10) bez ani jednej pomyłki, uzyskanych w jednym spotkaniu (Panathinaikos vs. Chorale Roanne, 21 listopada 2007)

### Reprezentacja
Seniorów
- Uczestnik:
  - mistrzostw Europy (2003 – 11. miejsce, 2005 – 7. miejsce)
  - eliminacji do mistrzostw Europy (2001 – 7. miejsce)

Młodzieżowe
- Wicemistrz Europy U–18 (1998)
- Brązowy medalista mistrzostw świata U–19 (1999)
- Uczestnik mistrzostw Europy U–20 (2000 – 4. miejsce)
- Lider w zbiórkach mistrzostw Europy:
  - U–20 (2000)
  - U–18 (1998)